# Jüdischer Friedhof (Kleinbardorf)

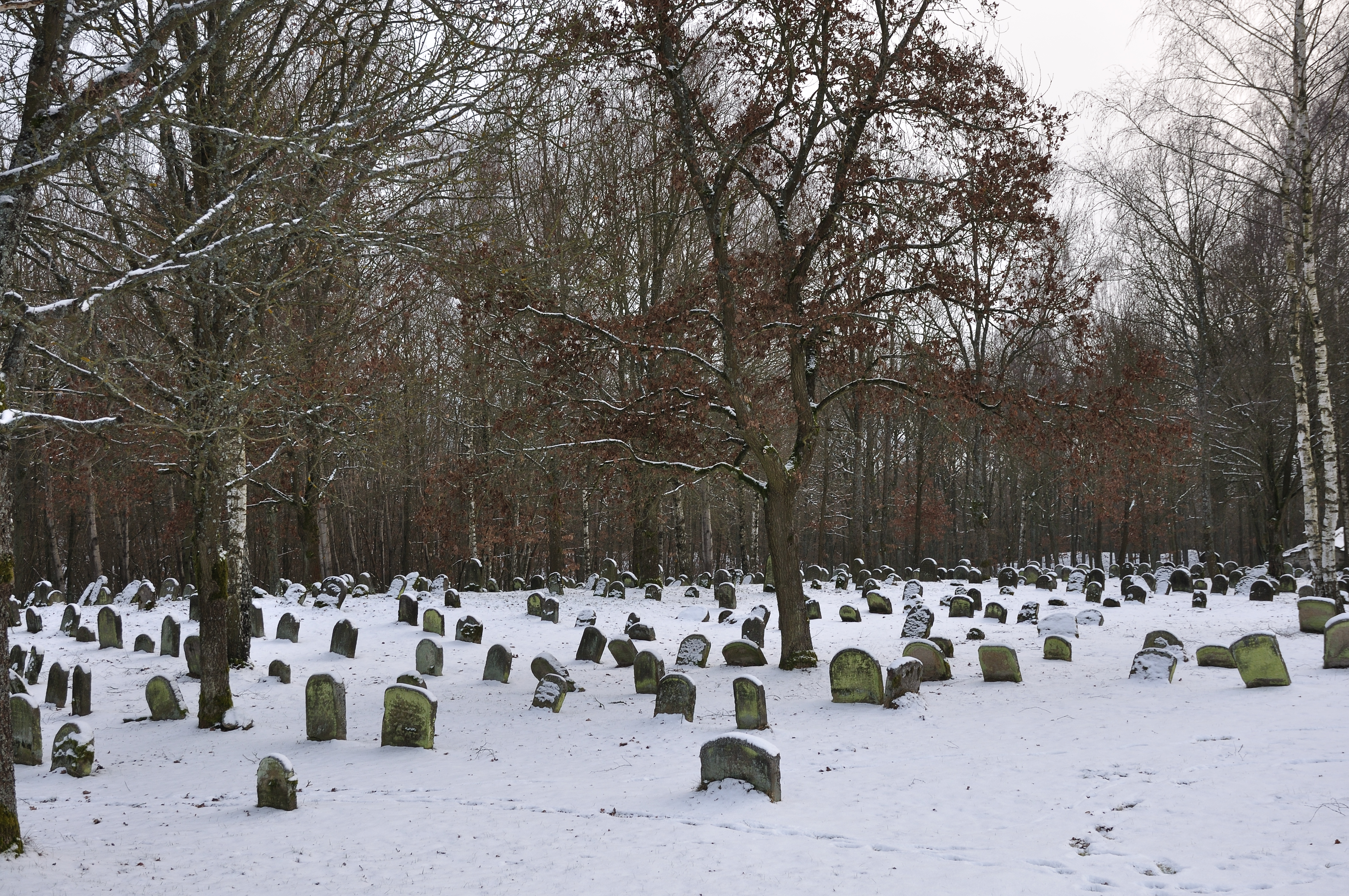
Jüdischer Friedhof Kleinbardorf

Der jüdische Friedhof in Kleinbardorf, einem Ortsteil der Gemeinde Sulzfeld im Grabfeld im unterfränkischen Landkreis Rhön-Grabfeld, wurde 1574 angelegt.

## Lage und Ausdehnung

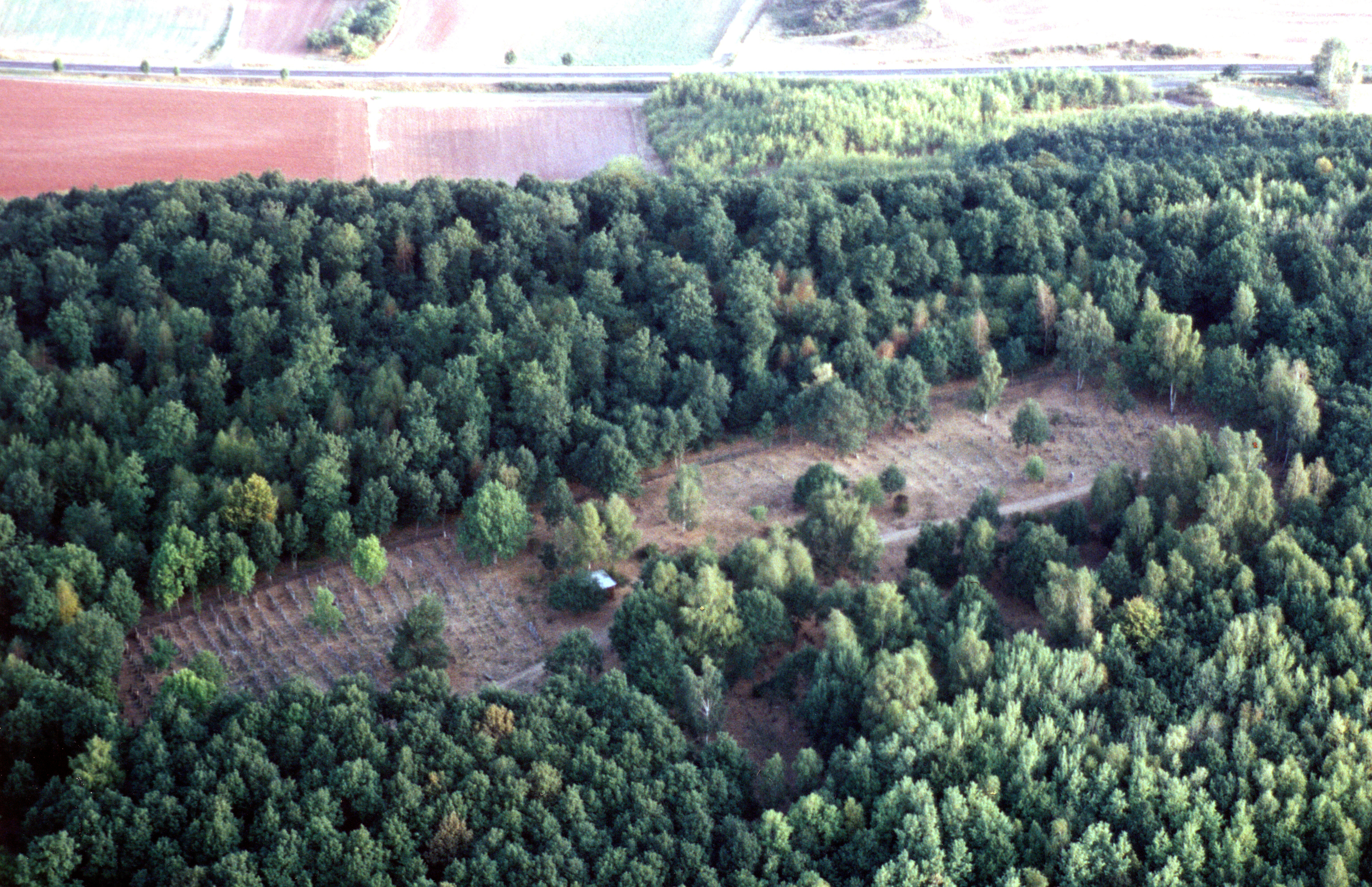
Luftaufnahme des Friedhofs

Der jüdische Friedhof Kleinbardorf wurde 1574 auf dem damals so genannten „Steilen Berg“ oder „Wartberg“ südöstlich von Kleinbardorf angelegt. Der Wartberg ist heute in der Umgebung als „Judenhügel“ bekannt.
Der Friedhof hat eine Fläche von 21.050 Quadratmeter. 1987 wurden etwa 4.400 Mazewot (Grabsteine) gezählt, 1933 waren es noch 20.000 Grabstätten. Der Friedhof ist nach dem jüdischen Friedhof München der zweitgrößte jüdische Friedhof in Bayern.
Der Friedhof befindet sich innerhalb eines frühmittelalterlichen Ringwalls von etwa 1,5 Kilometern Länge.

## Geschichte

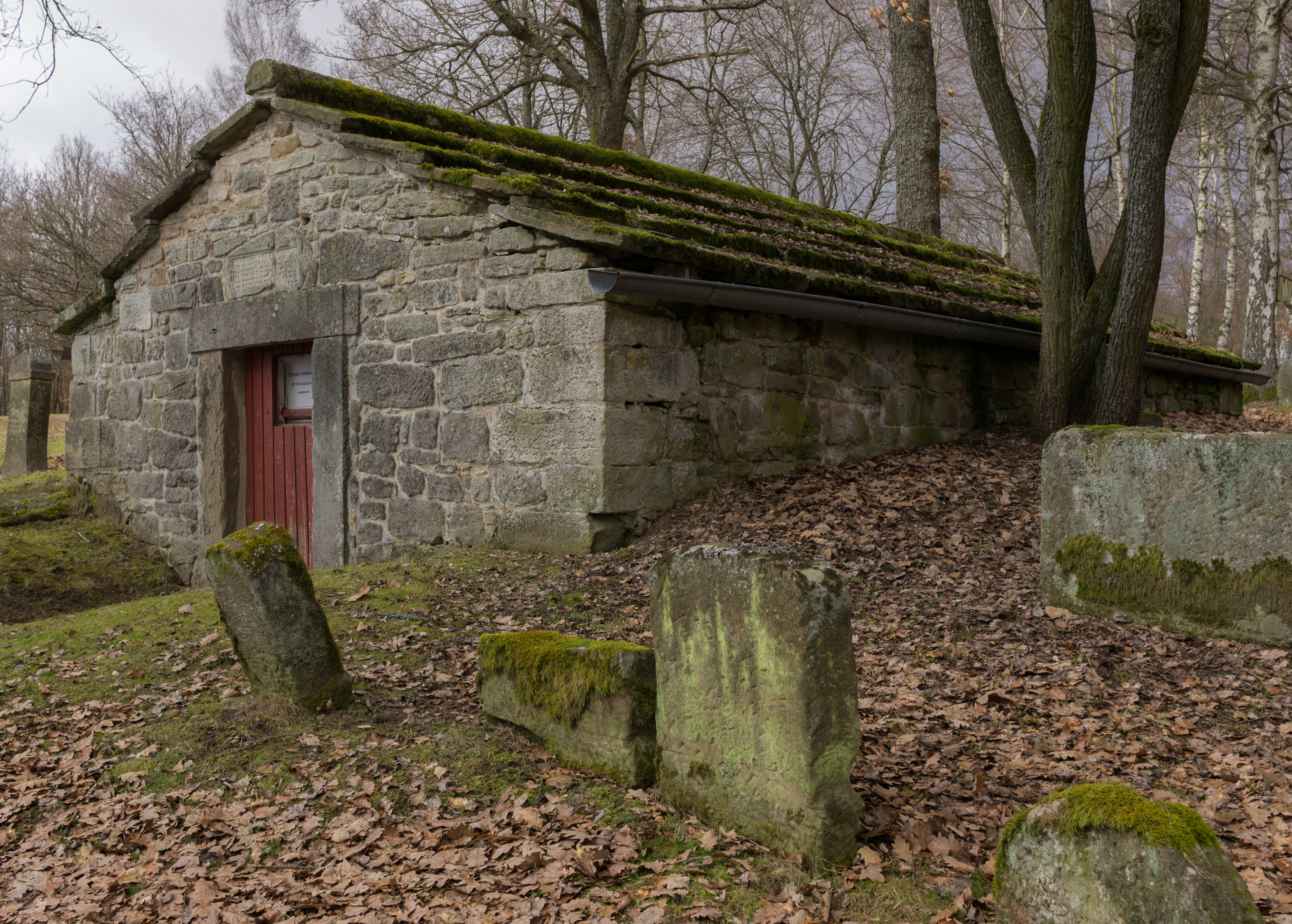
Taharahaus

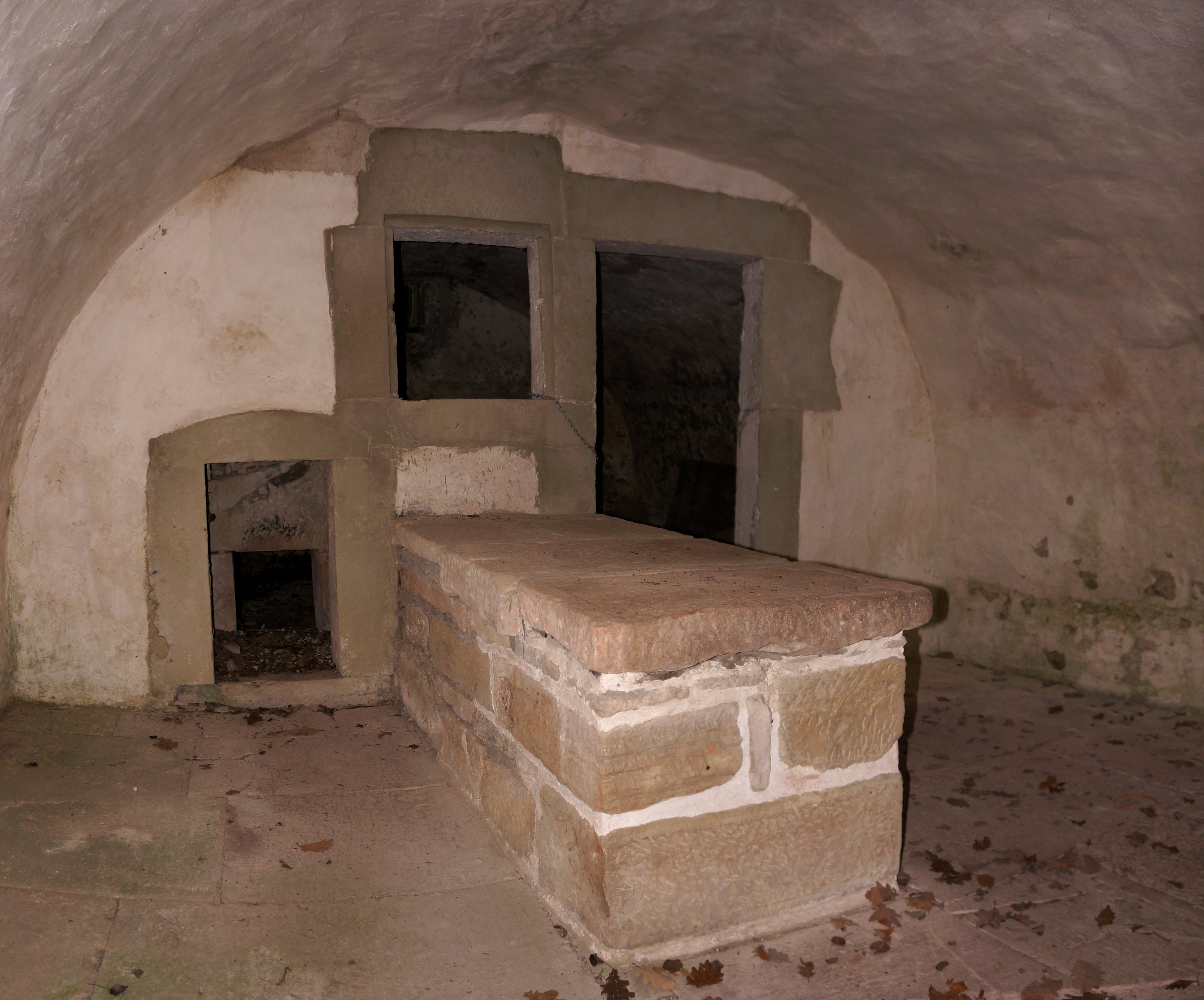
Steinerner Waschtisch im Taharahaus

In der Familienchronik der Freiherren von Bibra ist für 1574 festgehalten, dass Georg Christof von Bibra den örtlichen jüdischen Familien gegen einen jährlichen Zins die Nutzung des Geländes als Friedhof gestattet hat. Zusätzlich musste für jede Bestattung noch ein Entgelt entrichtet werden.
1769 erwarb die jüdische Gemeinde Kleinbardorf den Friedhof und erweiterte ihn. Durch einen weiteren Grundstückskauf erreichte er 1843 seine heutige Größe. 1938 wurde Jakob Fleischhacker als letzter jüdisch bestattet.
Der Friedhof wurde 1925, mehrfach in der Zeit des Nationalsozialismus, 1957 und 1977 geschändet. Dabei wurden zahlreiche Steine zerschlagen oder umgestürzt. Der Friedhof wurde immer wieder renoviert. Heute kümmert sich der Bürger, der auch das Taharahaus renoviert hat, ehrenamtlich um die Pflege der gesamten Anlage, die dadurch sehr gut erhalten ist. 1988 wurde der Bürger für seine Verdienste um den Friedhof mit dem Bundesverdienstkreuz ausgezeichnet.
Neben den Juden in Kleinbardorf diente der Friedhof weiteren 27 benachbarten jüdischen Gemeinden als Bezirksfriedhof, unter anderem Bastheim, Eichenhausen, dem etwa 30 Kilometer entfernten Gleicherwiesen, Höchheim, Kleineibstadt, Bad Königshofen, Oberwaldbehrungen, Poppenlauer, Rödelmaier, Trappstadt, Unsleben, Maßbach und Oberlauringen.
Das Gräberverzeichnis von 1759 bis 1938 und Aufzeichnungen der Beerdigungen zwischen 1800 und 1938 sind erhalten geblieben.

## Besonderheiten

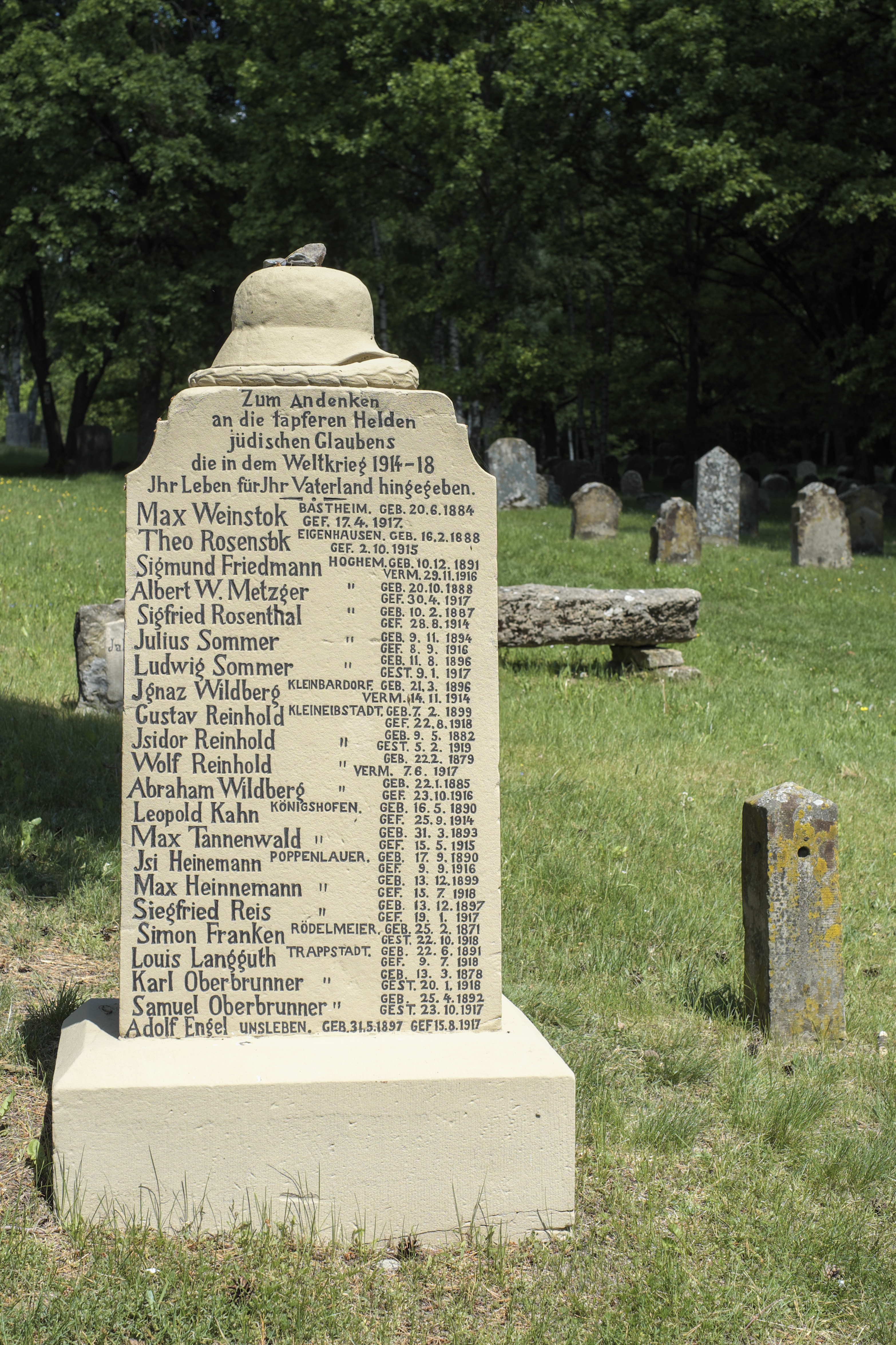
Ehrenmal für jüdische Gefallene

### Frauengräber
Rechts des südwestlichen Eingangs befindet sich ein Bereich mit Frauengräbern, die während oder infolge einer Entbindung verstorben sind.

### Ehrenmal
Auf dem Friedhof steht ein Kriegerdenkmal für die jüdischen Gefallenen des Ersten Weltkriegs.

### Keltenweg
Der etwa 200 Kilometer lange Keltenweg führt durch den Friedhof.

### Ringwall

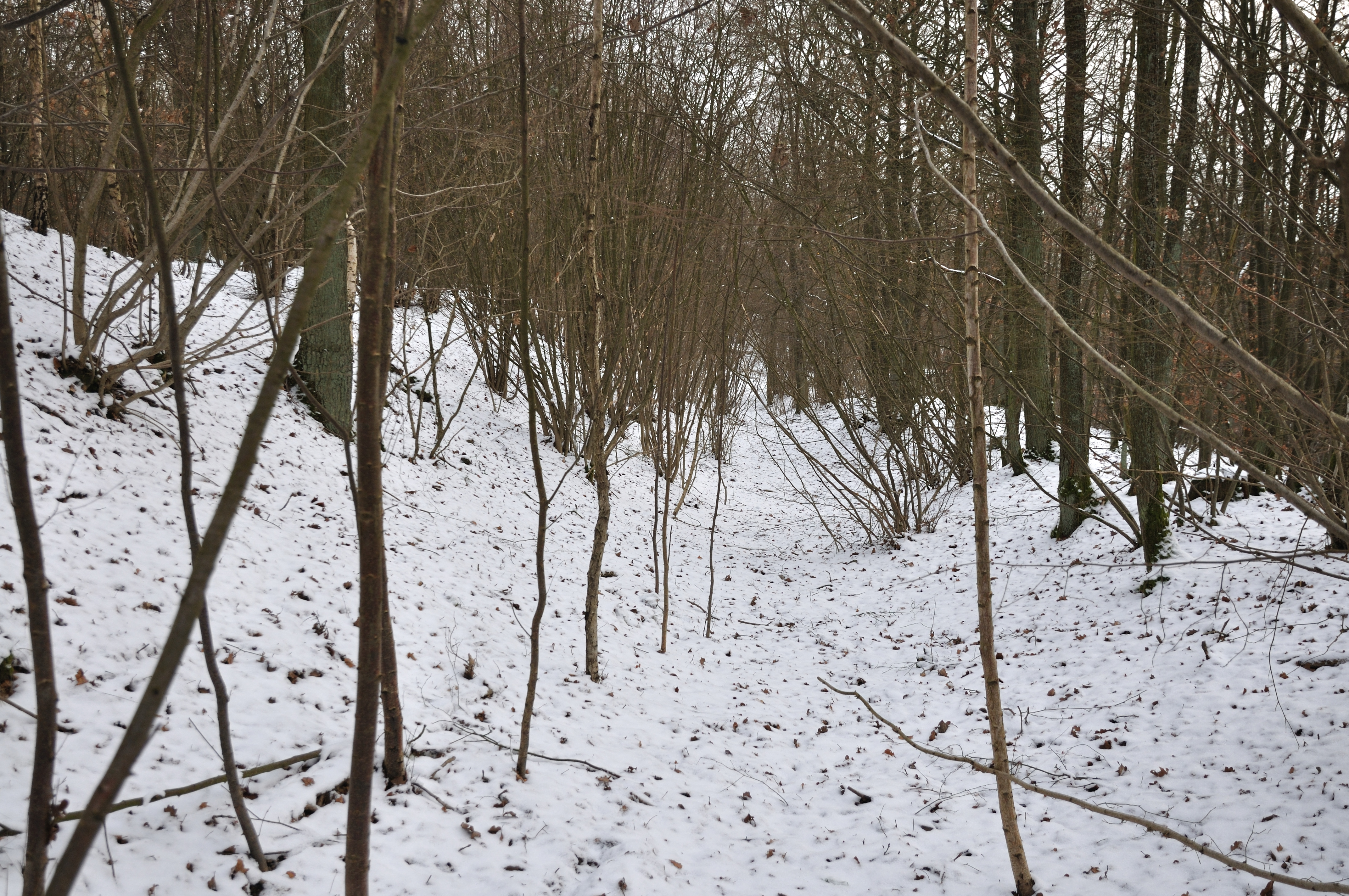
Ringwall an der Außenseite des Friedhofs

Der Friedhof liegt innerhalb eines etwa 1,5 Kilometer langen Ringwalls und wird im Südwesten von ihm begrenzt. Der Ringwall wurde nie im größeren Stil systematisch ergraben. Kleinere Grabungen, Vergleiche mit ähnlichen Befestigungen und Lesefunde zeigen jedoch, dass er mit großer Wahrscheinlichkeit ottonisch-karolingischen Ursprungs ist und im 9. Jahrhundert nach Christus errichtet wurde. Er ist an den meisten Stellen mit einem Vorgraben und teilweise mit einem Vorwall versehen. Die heute noch erhaltenen Reste sind an der Außenseite bis zu zehn Meter hoch, an der inneren Seite bis etwa fünf Meter. Der Vorgraben ist noch bis zu zwei Meter tief. Ob der Ringwall der Kontrolle des Fernhandelswegs Würzburg-Erfurt diente, und/oder eine Verteidigungsanlage während der Ungarneinfälle war, ist nicht bekannt.

## Jüdische Bevölkerung
|                            | 1810 | 1813 | 1830 | 1839 | 1848 | 1871 | 1880 | 1890 | 1900 | 1910 | 1925 | 1933 | 1935 | 1937 | 1939 | 1940 |
| -------------------------- | ---- | ---- | ---- | ---- | ---- | ---- | ---- | ---- | ---- | ---- | ---- | ---- | ---- | ---- | ---- | ---- |
| Aub                        |      |      |      |      |      |      |      | 1    |      |      |      |      |      |      |      |      |
| Aubstadt                   |      |      |      |      |      |      |      |      |      |      | 4    |      |      |      |      |      |
| Obereßfeld                 |      |      |      |      |      |      |      |      |      |      | 1    |      |      |      |      |      |
| Rothausen                  |      |      |      |      |      |      |      | 4    |      |      |      |      |      |      |      |      |
| Saal an der Saale          |      |      |      |      |      |      |      | 1    |      | 1    |      |      |      |      |      |      |
| Höchheim                   | 100  | 120  | 99   | 111  | 124  | 99   | 82   | 78   | 55   | 47   | 25   | 26   | 26   |      |      |      |
| Kleinbardorf               | 85   | 76   | 77   | 83   | 87   | 75   | 60   | 58   | 54   | 35   | 11   | 11   | 8    |      |      |      |
| Kleineibstadt              | 75   | 104  | 97   | 101  | 93   | 100  | 114  | 105  | 72   | 50   | 26   | 7    | 12   |      |      |      |
| Königshofen                | 22   | 24   | 21   | 25   | 38   | 64   | 68   | 81   | 89   | 101  | 108  | 94   | 81   |      |      |      |
| Sulzdorf an der Lederhecke | 147  | 151  | 134  | 121  | 103  | 67   | 53   | 38   | 32   | 12   |      |      |      |      |      |      |
| Trappstadt                 | 22   | 53   | 70   | 69   | 60   | 56   | 56   | 60   | 38   | 26   | 15   | 10   | 9    |      |      |      |
| Waltershausen              | 38   | 34   | 39   | 54   | 46   | 14   | 8    | 3    |      |      |      |      |      |      |      |      |
| Gesamt                     | 467  | 562  | 537  | 564  | 551  | 475  | 441  | 429  | 340  | 272  | 190  | 148  | 136  | 112  | 76   | 44   |